# Damn Yankees
Damn Yankees és un musical amb llibret de George Abbott i Douglass Wallop i música i lletres de Richard Adler i Jerry Ross. La història és una revisió moderna de la llegenda de Faust, contemporitzada a la dècada del 1950 a Washington DC, en una època en què els New York Yankees dominaven la Major League Baseball. El musical està basat en la novel·la de Douglas Wallop The Year the Yankees Lost the Pennant («L'any en què els Yankees van perdre el títol»).
La producció original de Broadway deDamn Yankees es va jugar 1.019 vegades. Adler i Ross ja havien tingut èxit amb The Pajama Game, i semblava que Damn Yankees els portaria un futur brillant, però Ross morí sobtadament a l'edat de 29 anys, només uns mesos després de l'estrena de Damn Yankees.

## Produccions
Els productors Harold Prince, Robert Griffith, i Frederick Brisson volien una ballarina per al paper de Lola. Van oferir el paper en primer lloc a l'actriu de cine Mitzi Gaynor i a la ballarina de ballet Zizi Jeanmaire, però ambdues van rebutjar. Encara que Gwen Verdon només cantava una cançó al seu espectacle anterior (Can-Can), els productors esperaven que podria tenir una oportunitat. El coreògraf Bob Fosse insistí a trobar-se amb ella abans de començar amb ella, i després de trobar-se i treballar un breu temps, tots dos van acordar seguir amb el projecte conjuntament.
Damn Yankees s'estrenà al 46th Street Theatre de Broadway el 5 de maig de 1955, traslladant-se a l'Adelphi Theatre el 16 de maig de 1957. Se'n van fer 1.019 representacions. Dirigit per George Abbott, la producció era protagonitzada per Gwen Verdon en el paper de la temptadora Lola i per Ray Walston com Mr. Applegate (el diable). El musical també incorporava una jove abans del seu paper definitiu com Edith Bunker a All in the Family.
La producció al West End londinenc s'estrenà el 28 de març de 1957 al teatre London Coliseum, on es representà 258 vegades. La producció s'estrenà amb la patinadora olímpica Belita (Gladys Lyne Jepson-Turner) com a Lola, però la coreografia de Fosse era aliena al seu estil i ben aviat va ser substituïda per l'actriu Elizabeth Seal. La producció també incorporava Bill Kerr com Mr. Applegate i Ivor Emmanuel com Joe Hardy.
A mitjan de la dècada dels 70, Vincent Price interpretà Applegate durant produccions de gira d'estiu. A final dels anys 70 i inici dels 80 l'interpretà Van Johnson.
El 3 de març de 1994 s'estrenà al Marquis Theatre una reestrena. Hi participaren Bebe Neuwirth com Lola i com Victor Garber. Garber va ser substituït per Jerry Lewis el 12 de març de 1995, que posteriorment encapçalaria una gira per tots els Estats Units. La reestrena estava dirigida per Jack O'Brien, i hi havia revisions substancials tant al llibret com a la partitura. Es va estrenar al West End, a l'Adelphi Theatre el 4 de juny de 1997 (les prèvies començaren el 29 de maig), i tancà el 9 d'abril de 1997. April Nixon interpretà Lola, mentre que Jerry Lewis tornava a interpretar Mr. Applegate.
A l'Encores! Summer Stars del City Center s'estrenà una nova estrena entre el 5 i el 27 de juliol del 2008. Estava protagonitzat per Jane Krakowski com Lola, Sean Hayes com Applegate, Randy Graff com Meg, Megan Lawrence com Gloria Thorpe (substituint una lesionada Ana Gasteyer durant els assaigs), PJ Benjamin com Joe Boyd, i Cheyenne Jackson com Joe Hardy. Estava dirigit per John Rando, i es reproduí la coreografia original de Bob Fosse. Donats els substancials canvis de la versió de 1994, aquesta reestrena és considerada com la primera autèntica de la producció original.

## Argument
Nota: Aquest és l'argument de la reestrena de Broadway del 1994; hi ha diferències amb la versió de 1955. per a la versió cinematogràfica, veure Damn Yankees.

Meg es lamenta sobre el seu marit, Joe Boyd, un venedor de mitjana edat, seguidor dels Washington Senators baseball team.("Six Months Out Of Every Year"). Després que Meg se n'hagi anat al llit, Joe es troba amb un venedor, Mr. Applegate, qui en realitat és el Dimoni. Convenç a Joe perquè li vengui la seva ànima per esdevenir el jove i fort llançador Joe Hardy, el jove jugador que els Senators necessiten, i deixa a la seva dona, Meg. ("Goodbye Old Girl") Però l'esperit comercial de Joe li fa posar una clàusula d'escapament: el darrer partit dels Senators és el 25 de setembre, i si escull jugar al joc final, serà per tota la duració (en principi només tenia fins a les 9 d'aquella nit per seguir amb l'acord i tornar després a la seva vida normal). Mentrestant, els desesperançats Senators esperen arribar a jugar millor, tot i les seves badades (Heart). Tan bon punt el jove Joe és descobert, Gloria, una periodista, el lloa ("Shoeless Joe from Hannibal, Mo"); i els seus llançaments fan que els Senators avancin a la classificació.

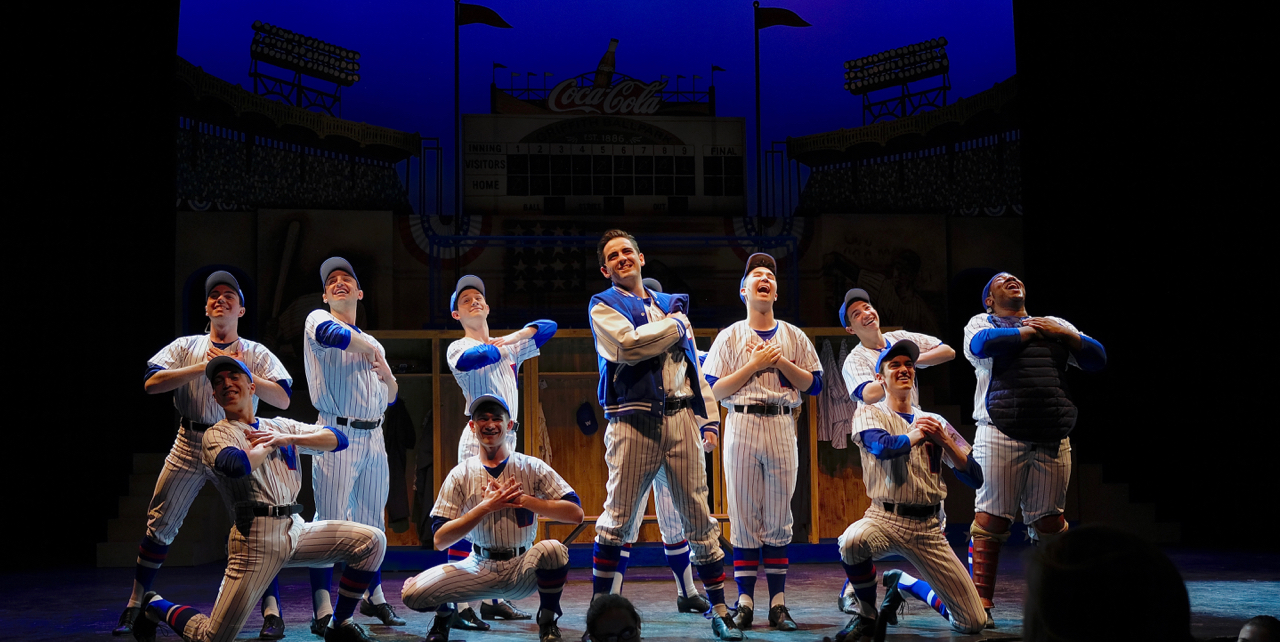

A mesura que Joe té més i més èxit, enyora la seva dona i comença a sortir amb ella. Meg i el jove comencen a encaixar ("A Man Doesn't Know"). Amb por de perdre la seva ànima, Mr. Applegate crida a Lola, per tal de seduir a Joe i assegurar la seva ànima a la perdició ("A Little Brains, A Little Talent"). Lola promet el lliurament, i Applegate presenta a Joe a una ballarina sud-americana anomenada "Señorita Lolita Banana". Lola canta una seductora cançó ("Whatever Lola Wants, Lola Gets"), però la devoció de Joe cap a la seva dona es demostra masa forta, fins i tot per a ella. Applegate la castiga enviant-la al Limbo, on Lola canta amb altres ànimes condemnades("Who's Got the Pain").
Appelgate decideix canviar de tàctica i assegurar-se del fracàs de Joe. Fa pública la falsa informació què Joe Hardy en realitat es diu Shifty McCoy, un criminal que s'ha fugat i un estafador. Quan Gloria descobreix la informació, presenta la denúncia i Joe és portat davant del jutge.
Els Senators es preparen per al partit final contra els Yankees pel títol, i si bé estan preocupats per Jor, no poden deixar de pensar en res més llevat de en el partit ("The Game"). Mentrestant, els aficionats enfadats persegueixen Joe, i aquest decideix abandonar la casa Boyd. Mentre que ho fa, revela a Meg que ell és el seu vell marit (Near to You). Mentrestant, Applegate està exhaust pel treball que ha hagut de fer per aconseguir una ànima, i pensa en els vells temps en què tot era més fàcil ("Those Were the Good Old Days").
El dia del judici de Joe és el mateix que el de la final dels Senators. Com que tècnicament Joe Hardy no existeix, no pot donar cap mena d'identificació. El propietari dels Senators, l'entrenador, i fins i tot Lola (vestida de senyora McCoy) testifiquen contra Joe; però les seves opinions no són vàlides. Gloria suggereix que Applegate pugi a l'estrada, però aquest és incapaç de fer-ho sense mentir. Joe s'adona que Applegate només li fa perdre el temps fins a les nou; i Applegate diu que Joe només necessita temps per pensar, i l'envia als nivells més baixos del Limbo, on esperen els amants més famosos de la història. Allà, Lola es troba amb Joe, i s'adonà que ell realment s'estima la Meg. L'ajuda enviant-lo cap a la final, i retarda a Applegate en un duet ("Two Lost Souls").
Quan Appelagate arriba finalment al partit, només falten cinc minuts per a les nou, i Joe està batejant. Mentre que el temps corre, Meg, els seus amics, i fins i tot Lola estan animant a Joe. Applegate usa els seus poders per fer que Joe falli dues pilotes. El rellotge toca les 9, i Applegate clama victòria, però en el darrer segon, Joe crida Deixa'm anar! El tracte queda trencat, i torna a ser ell mateix. Sorprenentment, és capaç de marcar un home run i aconsegueix que els Senators guanyin.
De tornada a casa, Joe es llança als braços de Meg. Applegate apareix, dient que Joe li deu la seva ànima. Joe demana a Meg que l'agafi i que no el deixi partir, i ella comença a cantar «A Man Doesn't Know» (Reprise). Applegate promet que Joe tornarà a ser jove, i que fins i tot podria guanyar les World Series. Però els seus poders són inútils davant el veritable amor que té la parella, que Lola i tot reconeix. Applegate crida dient que allò no pot ser real; però s'equivoca. Finalment, Applegate i Lola se'n tornen a l'infern, mentre que Joe i Meg queden junts de nou.

## Números Musicals
La següent relació es basa en la reestrena de 1994
| Act One - Overture - Six Months Out Of Every Year—Meg Boyd, Joe Boyd, Germana, Gloria Thorpe, Marits i Esposes - Goodbye Old Girl—Joe Boyd i Joe Hardy - Blooper Ballet—The Senators - Heart—Van Buren, Smokey, Rocky, Sohovik - Shoeless Joe from Hannibal, Mo. -- Gloria Thorpe, Senators - Shoeless Joe (Reprise) -- Gloria Thorpe, Joe Hardy i Cors (només al revival de 1994, i usa parts de la cançó a l'estil de la publicitat dels anys 50) - A Little Brains, a Little Talent—Lola - A Man Doesn't Know—Joe Hardy & Meg Boyd - Whatever Lola Wants, Lola Gets-- Lola | Act Two - Who's Got the Pain? --Lola & Senators (Originalment, aquesta cançó estava situada al final del Primer Acte, i "The Game" era la primera del Segon) - The Game—Rocky, Smokey & Senators - Near to You—Joe Hardy i Meg Boyd - Those Were the Good Old Days—Applegate - Two Lost Souls—Lola and Joe Hardy - A Man Doesn't Know (Reprise) -- Meg Boyd i Joe Boyd |

## Enregistraments, pel·lícula i televisió
RCA Victor realitzà el 8 de maig de 1955 l'enregistrament del repartiment original de Broadway. El LP en un inici era en mono, però el 1965 aparegué una versió en stereo. L'edició actual en CD va aparèixer el 1988. El cast de la reestrena de 1994 també va ser publicat, aquest cop per Mercury i després per Decca.
El 1958 es realitzà una versió cinematogràfica, dirigida per George Abbot i Stanley Donnen. A excepció de Tab Hunter en el paper de Joe Hardy (substituint a Stephen Douglass), els interprets principals de Broadway tornaven a prendre els seus personatges.
El 1967 s'emeté en la NBC una versió per a la televisió, amb Phil Silvers com Mr. Applegate; Lee Remick com Lola i Ray Middleton com Joe Boyd. S'ha anunciat que es farà una nova adaptació del musical, amb Jim Carrey com i Jake Gyllenhaal com Joe Hardy.

## Premis i nominacions

### Producció original de Broadway
| Any  | Premi      | Categoria                               | Nominat          | Resultat   |
| ---- | ---------- | --------------------------------------- | ---------------- | ---------- |
| 1956 | Premi Tony | Millor musical                          | Millor musical   | GUANYADOR  |
| 1956 | Premi Tony | Millor actor protagonista de musical    | Ray Walston      | GUANYADOR  |
| 1956 | Premi Tony | Millor actor protagonista de musical    | Stephen Douglass | nominat    |
| 1956 | Premi Tony | Millor actriu protagonista de musical   | Gwen Verdon      | GUANYADORA |
| 1956 | Premi Tony | Millor actor de repartiment de musical  | Russ Brown       | GUANYADOR  |
| 1956 | Premi Tony | Millor actriu de repartiment de musical | Rae Allen        | nominada   |
| 1956 | Premi Tony | Millor director musical                 | Hal Hastings     | GUANYADOR  |
| 1956 | Premi Tony | Millor coreografia                      | Bob Fosse        | GUANYADOR  |
| 1956 | Premi Tony | Millor tècnic d'escenari                | Harry Green      | GUANYADOR  |

### Revival de Broadway 1994
| Any  | Premi               | Categoria                              | Nominat                         | Resultat  |
| ---- | ------------------- | -------------------------------------- | ------------------------------- | --------- |
| 1994 | Premi Tony          | Millor revival de musical              | Millor revival de musical       | nominat   |
| 1994 | Premi Tony          | Millor actor protagonista de musical   | Victor Garber                   | nominat   |
| 1994 | Premi Tony          | Millor actor de repartiment de musical | Jarrod Emick                    | GUANYADOR |
| 1994 | Premi Tony          | Millor coreografia                     | Rob Marshall                    | nominat   |
| 1994 | Premi Drama Desk    | Revival de Musical Més Destacat        | Revival de Musical Més Destacat | nominat   |
| 1994 | Premi Drama Desk    | Actor Més Destacat en Un Musical       | Jarrod Emick                    | GUANYADOR |
| 1994 | Premi Drama Desk    | Orquestracions Més Destacades          | Douglas Besterman               | nominat   |
| 1994 | Premi Theatre World | Premi Theatre World                    | Jarrod Emick                    | GUANYADOR |
| 1994 | Premi Theatre World | Premi Theatre World                    | Jerry Lewis                     | GUANYADOR |

### Revival de Londres de 1997
| Any  | Premi                  | Categoria                                             | Nominat                | Resultat |
| ---- | ---------------------- | ----------------------------------------------------- | ---------------------- | -------- |
| 1998 | Premi Laurence Olivier | Millor Revival Musical                                | Millor Revival Musical | nominat  |
| 1998 | Premi Laurence Olivier | Millor Actuació en un Paper de Repartiment de Musical | April Nixon            | nominat  |
| 1998 | Premi Laurence Olivier | Millor Coreògraf                                      | Rob Marshall           | nominat  |